# Club Patí Taradell
Maillots
Dernière mise à jour : 4 juin 2019.
Le Club Hoquei Taradell est un club de rink hockey fondé en 1977 et situé à Taradell dans l'Osona en Catalogne. Il évolue depuis 2019 dans le championnat d'Espagne de rink hockey.